# Solomon Leopold Millard Rosenberg
Solomon Leopold Millard Rosenberg (* 6. März 1869 in Neudenau; † 10. Juli 1934) war ein US-amerikanischer Romanist und Hispanist deutscher Herkunft.

## Leben und Werk
Rosenberg ging 1885 in die Vereinigten Staaten und übte einen Kaufmannsberuf aus. Nachdem er die nötigen finanziellen Mittel beisammenhatte, studierte er ab 1903 an der University of Pennsylvania und in Grenoble. Er promovierte 1910 mit der Arbeit (Hrsg.) La Española de Florencio [ó Burlas veras y Amor invencionero]. Comedia famosa de Don Pedro Calderon de la Barca (Philadelphia 1911). Dann lehrte er am Swarthmore College (bis 1912), an der University of Pennsylvania (1911–1915), am Girard College in Philadelphia (bis 1922) und schließlich Spanische Literatur und Sprache an der University of California at Los Angeles (Assistant Professor 1922–1930, Associate Professor 1930–1934). Er starb 1934 durch einen Autounfall.

## Weitere Werke
- (Hrsg.) Lope de Vega, Las Burlas veras, comedia famosa, Philadelphia 1912
- (Hrsg.) Julian de Armendariz, Comedia famosa  de Las Burlas veras, Philadelphia 1917
- (mit Manuel Romero de Terreros) México virreinal. Acuarelas de Nueva España, New York 1925
- (Hrsg.) Libro de lectura. Selecciones de D. Manuel Romero de Terreros, New York/Chicago 1927
- (Hrsg. mit Manuel Romero de Terreros) Vicente Riva Palacio und Juan de Dios Peza, Tradiciones y leyendas mexicanas, New York 1927
- (Hrsg. mit Marion A. Zeitlin) Concha Espina, Talín y otros cuentos, New York 1927
- (Hrsg. mit Ernest Hall Templin) A brief anthology of Mexican prose, Palo Alto 1928
- (Hrsg. mit Ernest Hall Templin) A brief anthology of Mexican verse, Palo Alto 1928
- (Hrsg. mit Laurence Deane Bailiff) Pio Baroja, Zalacaín el aventurero. Historia de las buenas andanzas y fortunas de Martín Zalacaín de Urbía, New York 1928
- (Hrsg. mit  Frederick T. McKeon) Páginas místicas. Selections from the writing of D. Manuel Romero de Terreros (Marqués de San Francisco), New York 1929
- (Hrsg.) Ricardo León, Tipos y paisajes, Boston 1930
- (Hrsg. mit Homer Price Earle) Horas vividas. Selections from the verse and prose of Antonio Heras, Chicago 1931
- (Hrsg. mit María López de Lowther) Rubén Darío, Poetic and prose selections. wWth a critical introduction by Federico de Onís, Boston/New York 1931
- Huellas de España en el estado de California. Discurso leído en la Academia Española, Madrid 1933